# کفش‌باز
کفشباز (انگلیسی: Shoe Dog) یا خاطرات بنیانگذار نایکی، عنوان کتابی است از فیل نایت بنیانگذار و مؤسس شرکت نایکی که در آن به خاطرات خود از تاریخچه شکل‌گیری این شرکت مشهور پرده برمی‌دارد و بیانگر تلاش بنیانگذار آن در چگونگی تبدیل نمودن این برند، به مؤسسه و شرکتی سودآور و جهانی است

## ترجمه‌های فارسی
این کتاب در ایران توسط ناشران مختلف و با عنوان‌های مختلف ترجمه گردیده که برخی از آنها عبارت هستند از کفش‌فروش پیر و یا سمفونی کفش‌ها. مهمترین این ترجمه‌ها عبارت هستند از ترجمه سعید کلاتی از نشر هیرمند و همین‌طور شورش بشیری از نشر میلکان.